# Occia pulchella
Occia pulchella är en stekelart som beskrevs av Tosquinet 1903. Occia pulchella ingår i släktet Occia och familjen brokparasitsteklar. Inga underarter finns listade i Catalogue of Life.